# Guillermo Padula
Guillermo Padula Lenna (n. Colonia, Uruguay; 16 de septiembre de 1997), conocido como Guillermo Padula, es un futbolista uruguayo que juega como defensa central.

## Trayectoria

### Club Plaza Colonia de Deportes
Debutó como profesional el 5 de abril de 2014 con 16 años, en el Suppici, se enfrentaron a Rampla Juniors por la fecha 17 de la Segunda División 2013-14, ingresó al minuto 86 por Álvaro Torres, tuvo que marcar al veloz Paul Dzeruvs y ganaron 1 a 0. Dos fechas después, estuvo en el banco de suplentes pero no ingresó, no volvió a ser considerado por el técnico. Plaza Colonia finalizó en décimo lugar, logró clasificar a los play-offs por el ascenso a la máxima categoría, primero se enfrentaron a Deportivo Maldonado y lo vencieron por un global de 2 a 1, pero en la semifinal su rival fue Rampla Juniors y perdieron por un global de 6 a 4.
Para la temporada siguiente comenzó jugando en la fecha 1 como titular, se enfrentó a Boston River pero perdieron 2 a 0. Mostró buen nivel y jugó 23 partidos, de los cuales 22 fueron los 90 minutos. Plaza Colonia tuvo una gran campaña y terminó el Campeonato Uruguayo de Segunda División 2014-15 en segundo lugar, detrás de Liverpool, por lo que ascendieron a la máxima categoría luego de 10 años.
Debutó en Primera División el 15 de agosto de 2015, con 17 años, fue en la fecha 1 del Campeonato Uruguayo de Fútbol 2015-16, se enfrentó como titular a Rentistas pero perdieron 1 a 0. El 6 de septiembre se enfrentó al Club Nacional de Football, en el Parque Central, realizó un buen trabajo defensivo pero al minuto 92 Iván Alonso, de penal, convirtió el único gol del partido y perdió Plaza Colonia por 1 a 0.
El 27 de agosto jugó contra Juventud de Las Piedras, a los 12 minutos Matías Alonso puso en ventaja al rival, pero al minuto 18 Guillermo anotó su primer gol oficial y finalmente empataron 1 a 1.
El 24 de noviembre se confirmó el interés del Villareal sobre Padula, el club adquirió los derechos económicos, luego de terminar el Torneo Apertura en Uruguay, viajaría a España por unos días para estar a prueba.
Debutó en el Estadio Centenario el 28 de noviembre contra Peñarol, jugó los 90 minutos, tuvo una buena actuación y empataron 1 a 1.
Finalizó su primer torneo en la máxima categoría del fútbol uruguayo con 10 presencias, 8 como titular, aportó 1 gol y Plaza Colonia quedó en la posición 13 del Apertura 2015.
El 13 de diciembre viajó a España para entrenar con Villareal por una semana. Guillermo dejó una buena impresión en tierras europeas.
Comenzó el 2016 con Plaza, realizó la pretemporada a la par de sus compañeros, pero con la noticia de que viajaría a España para unirse al Villareal.
Guillermo no fue convocado en las primeras 3 fechas del Torneo Clausura, debido a su inminente salida del club. El 21 de febrero partió hacia Europa para continuar su carrera futbolística.
Gracias a su venta, Plaza Colonia invirtió en vestuarios, un gimnasio y una cancha de césped sintético.

### Villarreal Club de Fútbol
Se integró a la reserva del Villarreal, pero alternó prácticas con el primer equipo. No pudo jugar debido a la falta de papeles.

## Selección nacional
Padula fue convocado por primera vez a la selección de Uruguay el 1 de octubre de 2015, el técnico Fabián Coito lo citó para comenzar el proceso del equipo para jugar el Campeonato Sudamericano Sub-20 de 2017 en Ecuador.
Debutó con la Celeste el 12 de octubre, en un partido amistoso disputado en el Franizni contra Rusia sub-17, fue titular con la camiseta número 13 y ganaron 2 a 1 luego de comenzar en desventaja.

### Detalles de partidos
| Con Uruguay Sub-18 | Con Uruguay Sub-18 | Con Uruguay Sub-18 | Con Uruguay Sub-18    | Con Uruguay Sub-18   | Con Uruguay Sub-18 | Con Uruguay Sub-18 | Con Uruguay Sub-18 | Con Uruguay Sub-18 | Con Uruguay Sub-18 |
| N°                 | Rival              | Resultado          | Fecha                 | Lugar                | Competencia        | Goles              | Asistencias        | Ref.               |                    |
| ------------------ | ------------------ | ------------------ | --------------------- | -------------------- | ------------------ | ------------------ | ------------------ | ------------------ | ------------------ |
| 1                  | Rusia              | 2:1 (0:0)          | 12 de octubre de 2015 | Montevideo · Uruguay | Amistoso           | -                  | -                  | 1                  |                    |

## Estadísticas

### Clubes
Actualizado al 22 de abril de 2017.
| Club                    | Div.          | Temporada     | Liga  | Liga  | Copas nacionales | Copas nacionales | Torneos internacionales | Torneos internacionales | Total | Total |
| Club                    | Div.          | Temporada     | Part. | Goles | Part.            | Goles            | Part.                   | Goles                   | Part. | Goles |
| ----------------------- | ------------- | ------------- | ----- | ----- | ---------------- | ---------------- | ----------------------- | ----------------------- | ----- | ----- |
| Plaza Colonia · Uruguay | 2ª            | 2013/14       | 1     | 0     | -                | -                | -                       | -                       | 1     | 0     |
| Plaza Colonia · Uruguay | 2ª            | 2014/15       | 23    | 0     | -                | -                | -                       | -                       | 23    | 0     |
| Plaza Colonia · Uruguay | 1ª            | 2015/16       | 10    | 1     | -                | -                | -                       | -                       | 10    | 1     |
| Plaza Colonia · Uruguay | 1ª            | 2016          | 4     | 0     | -                | -                | 0                       | 0                       | 4     | 0     |
| Plaza Colonia · Uruguay | 1ª            | 2017          | 12    | 1     | -                | -                | -                       | -                       | 12    | 1     |
| Plaza Colonia · Uruguay | Total club    | Total club    | 50    | 2     | 0                | 0                | 0                       | 0                       | 50    | 2     |
| Total carrera           | Total carrera | Total carrera | 50    | 2     | 0                | 0                | 0                       | 0                       | 50    | 2     |

### Selecciones
Actualizado al 12 de octubre de 2015.
Último partido citado: Uruguay 2 - 1 Rusia
| Selección        | Temporada     | Continental | Continental | Mundial | Mundial | Amistosos | Amistosos | Total | Total |
| Selección        | Temporada     | Part.       | Goles       | Part.   | Goles   | Part.     | Goles     | Part. | Goles |
| ---------------- | ------------- | ----------- | ----------- | ------- | ------- | --------- | --------- | ----- | ----- |
| Sub-18 · Uruguay | 2015/16       | -           | -           | -       | -       | 1         | 0         | 1     | 0     |
| Sub-18 · Uruguay | Total sel.    | -           | -           | -       | -       | 1         | 0         | 1     | 0     |
| Sub-20 · Uruguay | 2015/16       | -           | -           | -       | -       | 1         | 0         | 1     | 0     |
| Sub-20 · Uruguay | Total sel.    | -           | -           | -       | -       | 1         | 0         | 1     | 0     |
| Total carrera    | Total carrera | -           | -           | -       | -       | 1         | 0         | 1     | 0     |

## Palmarés

### Distinciones individuales
| Distinción                                                | Año  |
| --------------------------------------------------------- | ---- |
| Jóvenes promesas de Uruguay para Pasión Fútbol (puesto 7) | 2016 |

### Otras distinciones
- Copa Confraternidad: 2016[21]